# Goryphus nilgiricus
Goryphus nilgiricus là một loài tò vò trong họ Ichneumonidae.